# Епплволд (Пенсільванія)
Епплволд (англ. Applewold) — місто (англ. borough) в США, в окрузі Армстронг штату Пенсільванія. Населення — 334 особи (2020).

## Географія
Епплволд розташований за координатами 40°48′30″ пн. ш. 79°31′19″ зх. д. / 40.80833° пн. ш. 79.52194° зх. д. (40.808227, -79.522029).  За даними Бюро перепису населення США в 2010 році місто мало площу 0,12 км², уся площа — суходіл.

## Демографія
Згідно з переписом 2010 року, у селищі мешкало 310 осіб у 163 домогосподарствах у складі 77 родин. Густота населення становила 2549 осіб/км².  Було 192 помешкання (1579/км²).
Расовий склад населення:
| - 98,1 % — білих - 0,3 % — чорних або афроамериканців |

До двох чи більше рас належало 1,3 %. Частка іспаномовних становила 1,0 % від усіх жителів.
За віковим діапазоном населення розподілялося таким чином: 16,1 % — особи молодші 18 років, 58,1 % — особи у віці 18—64 років, 25,8 % — особи у віці 65 років та старші. Медіана віку мешканця становила 46,6 року. На 100 осіб жіночої статі у селищі припадало 86,7 чоловіків;  на 100 жінок у віці від 18 років та старших — 83,1 чоловіків також старших 18 років.
Середній дохід на одне домашнє господарство  становив 52 777 доларів США (медіана — 44 167), а середній дохід на одну сім'ю — 62 898 доларів (медіана — 60 694). Медіана доходів становила 45 000 доларів для чоловіків та 27 500 доларів для жінок. За межею бідності перебувало 7,2 % осіб, у тому числі 0,0 % дітей у віці до 18 років та 6,8 % осіб у віці 65 років та старших.
Цивільне працевлаштоване населення становило 149 осіб. Основні галузі зайнятості: освіта, охорона здоров'я та соціальна допомога — 28,9 %, виробництво — 16,8 %, науковці, спеціалісти, менеджери — 11,4 %, фінанси, страхування та нерухомість — 9,4 %.